# 二式砲戦車
二式砲戦車 ホイ（にしきほうせんしゃ ホイ）は、第二次世界大戦時の大日本帝国陸軍の砲戦車。各戦車連隊において、中戦車の火力支援を目的に開発された。
砲戦車とは、本兵器のような大口径砲を旋回砲塔式に搭載した中戦車のことであった。しかし、二式砲戦車の開発の初期段階にて、自走砲を改造して砲戦車の代用品にする構想が存在しており、それをきっかけに二式砲戦車の興味が徐々に失われていったことで、砲戦車は自走砲と同一兵器であるかのような誤った情報が広まったとされる。（資料や時期によって、同一車体か否かに関わらず一式砲戦車もしくは百式砲戦車と呼称されることもある。）

## 概要

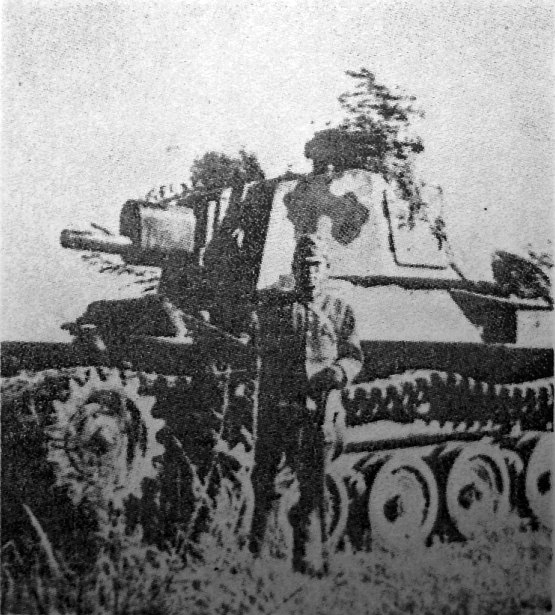
日立製の試製砲戦車

ホイ（ホイ車）は、1937年（昭和12年）に自走式戦車支援砲の名で開発が着手された。当初は対戦車砲陣地を破壊するための援護射撃を行う自走砲として、構想されたため、主砲は歩兵連隊に大口径歩兵砲として配備されていた山砲、四一式山砲を改造して固定式に搭載することになっていた。この時点では対戦車戦闘は想定されていなかった。その後、1939年(昭和14年)6月には計画変更により一旦白紙になり、搭載砲はそのままに搭載砲式が旋回砲塔式に改められた。(名称も後に砲戦車に改められる。)
1940年（昭和15年）12月、九九式七糎半戦車砲（23.9口径、75 mm ）の試製砲が完成した。これは薬室容量は四一式山砲と同じだが、九四式山砲と同型式の水平鎖栓式を採用した、全く新規に開発された砲であった。よって四一式山砲用の弾薬（弾薬筒）がそのまま使用できた。しかし四一式山砲用そのままでは初速不足であることから、四一式山砲用と同じ薬莢を用いながらも、装薬を変え増量した、新規格の弾薬筒が開発された。これにより初速が360m/sから445m/sに増大した。しかしわずかしか生産されない二式砲戦車のために新規格の弾薬を生産することは非効率として、結局生産は行われず、四一式山砲用の九四式榴弾をそのまま使用することになった。
この砲を九七式中戦車 チハ（チハ車）の車体に搭載した車輌が1941年（昭和16年）春に日立製作所にて完成し、試製一式砲戦車と命名、同年中に試験が実施されたが、移動する目標に対する射撃の困難と、装甲貫徹力の低さが指摘された他、対戦車効果の大きい野砲クラスの砲を砲戦車へ搭載すべきとの意見が多く上がっていた。
当時、野砲を搭載した唯一の車両であり、野砲兵(砲兵科)の装備として開発されていた一式七糎半自走砲(ホニⅠ)を、ホイ車の開発を主導していた機甲科が、ホニⅠの砲戦車としての適性を見出し、砲戦車としての更なる改良を求めたとされる。(その後、ホニⅠは砲戦車として採用されず、その後も砲戦車として採用するか否かの計画が持ち上がっているが判然としない。)

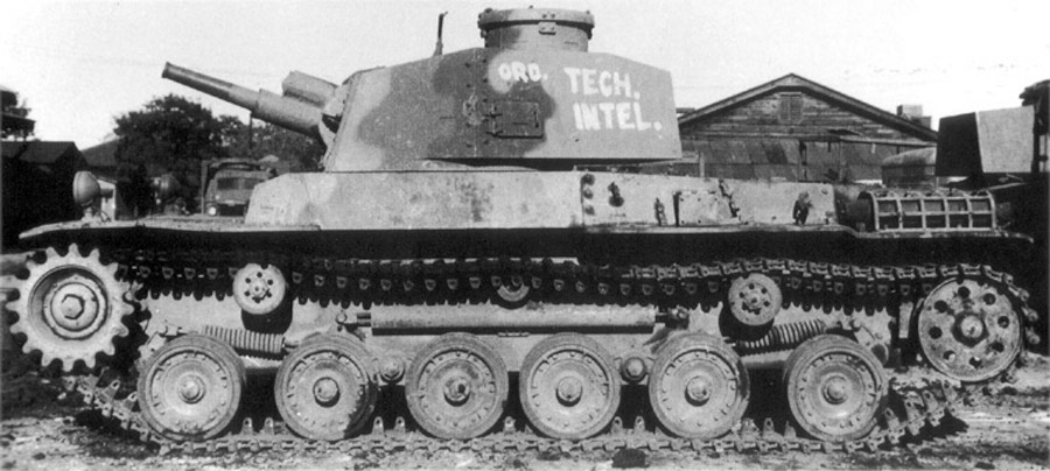
二式砲戦車、側面

1942年（昭和17年）末、一式中戦車 チヘ（チヘ車）の車体をベースに、同様の密閉式旋回砲塔の車輌が三菱重工にて製作され、これが後の二式砲戦車の原型となった。(二式砲戦車は一式中戦車とは別個に開発され、1942年(昭和17年)5月に車体が竣工しており、一式中戦車は油圧サーボ式の操向装置を導入する予定であったが失敗し、逆に二式砲戦車の車体を一式中戦車に流用したという説もある。)
履帯幅は330㎜、接地長は3690㎜、接地圧は0.69kg/㎠であり、機動力は一式中戦車と同等である。
九九式七糎半戦車砲のベースとなった四一式山砲は、対戦車砲としても用いられていたため徹甲弾が用意されていた。また大戦後期になって開発された二式穿甲榴弾というタ弾（成型炸薬弾）を使用することにより、対戦車戦闘を行うことも構想されていた。このタ弾は射距離に関わらず100mmの装甲を貫徹することができた。1943年（昭和18年）8月、二式砲戦車によるタ弾の射撃試験が実施され、殺傷威力確認用のウサギを収めた標的車（中古チハ車）に対して射距離800mから射撃し全弾命中したという。
なお当時開発中であった試製五十七粍戦車砲（甲）は、九九式七糎半戦車砲の砲身と交換して搭載可能なよう考慮されていた（九九式七糎半戦車砲と試製五十七粍戦車砲は、共に放列砲車重量543kｇ、電気発火方式、後座長500mm、俯仰角-15度~+20度と同一であった。また試製チト1号車に搭載した溶接砲塔は二式砲戦車の搭載する物に類似していたとされる）。

### 量産
1943年（昭和18年）の時点で、砲戦車の開発方針が変更され、対戦車戦闘が重視されたため、対戦車戦闘に不向きとされていた二式砲戦車は、不要の存在となっていた。しかし、成形炸薬弾(タ弾)が実用化されたことで、二式砲戦車の対戦車戦闘における有用性が生まれたことで1944年（昭和19年）に計画が復活、三菱重工東京機器製作所にて30輌のみ生産された。
以降は生産されることもなく、すべての車輌が本土防衛用に温存され、実戦には投入されていない。

## 装甲貫徹能力
九九式七糎半戦車砲のベースになった短砲身18.4口径の四一式山砲の場合、徹甲弾の鋼板貫通限界厚は射距離100m/50mm、500m/46mm、1,000m/43mmであった。九九式七糎半戦車砲は四一式山砲の弾薬と共用であるが、長砲身23.9口径であり初速が速いため、四一式山砲の鋼板貫通限界厚の数値よりも徹甲弾の貫通威力はやや大きいと思われる。
九九式七糎半戦車砲と弾薬が共用である四一式山砲用の二式穿甲榴弾（タ弾）は、装甲75～100mmを貫通可能であり、終戦時に完成品及び半途品を含めて合計55,000発以上存在していた。
二式穿甲榴弾と思われる成形炸薬弾は連合軍に鹵獲されており、1944年4月に実施された射撃試験によればマチルダII歩兵戦車の車体正面（装甲厚75mm）を貫通している（詳細は四一式山砲のページを参照されたし）。

## 登場作品

### ゲーム
『War Thunder』
日本陸軍ツリーの中戦車として「二式砲戦車Ho-I」の名称で登場。
『World of Tanks』
日本ツリーの中戦車として「Chi-He」の名称で登場。主砲と砲塔を開発するとHo-Iと同等になる。